# AVI
AVI alias Audio Video Interleave er et multimedia-filformat. Microsoft indførte det i 1992 som en del af dets Video for Windows-teknologi.
En AVI-fil kan indeholde både video og lyd i flere baner og komprimeret på forskellige måder, hvilket gør, at en film for eksempel kan have flere lydspor. Denne funktion minder om den lignende funktion i DVD-film.

## Formatet
AVI stammer fra Resource Interchange File Format (RIFF), som deler en fils data i blokke. AVI er et såkaldt containerformat, som kan indeholde data komprimeret på flere forskellige måder. Hver blok er identificeret af et FourCC-tag -- en "fire-tegn-kode" -- som viser, at det er en AVI-fil, man har med at gøre. En AVI-fil består af data i en RIFF-blok, som deles i to eller tre underblokke.
Den første underblok er identificeret af et "hdrl"-tag. Denne blok indeholder metadata om den indeholdte video, såsom bredde og højde på videoen og Billedfrekvens (også kaldet frame rate eller bare FPS). Den anden underblok indeholder selve video- og lyddataen og er identificeret af et "movi"-tag. Den tredje, valgfrie underblok har tagget "idx1" og indeholder offset-information om datablokkene i filen.
Lyd- og videodataen i "movi"-blokken kan indkodes og afkodes via codec-software. Et codec "oversætter" den indkodede data i AVI-filen til rå data, som nemt kan aflæses, og omvendt. Audiovisuel data i en AVI-fil kan komprimeres med nærmest alle typer komprimeringsformater, dog opstår der problemer ved mere avancerede formater.

## Fortsat brug
Mens populære MPEG-4-codecs (såsom Xvid og H.264 godt kan bruges sammen med AVI-formater, opstår der i visse tilfælde filer, der fylder mere, end de burde. AVI-formatet mangler grundlæggende support for flere nye komprimeringsteknikker. Man kan til en vis grad omgå problemerne, men det vil i flere tilfælde resultere i afspilningsproblemer. Afspilning af AVI-formatet har samtidig nogle gange ikke support for, at information om, hvordan pixels skal fremstå (om de eksempelvis skal strækkes lidt i højden), kan læses. Dette er åbenbart et problem med DirectShow, som bruges visse steder til at afkode AVI-filer.
Mere moderne formater som Matroska og Ogg tilbyder mere fleksibilitet med hensyn til lagring af video og lyd i forskellige formater og har bedre support for de mere avancerede funktioner. Lige præcis Matroska og Ogg er samtidig også frie formater baseret på åbne standarder. Support for AVI-formatet er i dag udbredt, og både frie og proprietære codecs og programmer forstår fomatet til fulde. Et eksempel er FFmpeg.

## Andre former

### DV AVI
DV-AVI er betegnelsen for AVI-filer, der er komprimeret på en måde, så de overholder DV-standarderne. Dette bliver ofte brugt i sammenhæng med videokameraer.

### DivX
I juni 2005 kom DivX, Inc. frem med et nyt format, deres DivX Media Format. Dette format bygger grundlæggende bare videre på AVI-specifikationen.

## Eksterne links
- Myter om AVI (engelsk) Arkiveret 22. januar 2009 hos  Wayback Machine
- John P. McGowan's AVI Overview Arkiveret 25. august 2006 hos  Wayback Machine
- Microsofts AVI RIFF filreference (engelsk) Arkiveret 4. september 2008 hos  Wayback Machine
- PVDTools' RIFF-AVI filformatdokumentation (engelsk) Arkiveret 20. september 2007 hos  Wayback Machine
- Dave Wilson's comprehensive list of FourCC codes Arkiveret 16. september 2020 hos  Wayback Machine
- OpenDML (AVI 2.0) formatspecifikation (engelsk) Arkiveret 12. januar 2007 hos  Wayback Machine